# Giovanni de Braose
Giovanni de Braose (1197 o 1198 – 18 luglio 1232) figlio di Matilde de Clare e William de Braose, fu signore di Bramber e Gower.

## Biografia
Giovanni de Braose nacque fra il 1197 ed il 1198 da genitori figli di importanti famiglie. Suo padre era un de Braose, famiglia anglo-normanna giunta in Inghilterra al seguito di Guglielmo il Conquistatore, quando Giovanni nacque il potere di suo nonno, Guglielmo de Braose, IV signore di Bramber era al culmine. Sua madre invece era una de Clare, famiglia imparentata con le più importanti casate del regno, anch'essa di origine normanna arrivata in Inghilterra al momento della conquista.
Quando Giovanni ebbe circa dodici anni, nel 1210 una disgrazia però si abbatté sulla sua famiglia, sua nonna Matilde de Braose entrò in conflitto con il re Giovanni d'Inghilterra che prima confiscò delle proprietà ai de Braose e poi cinse d'assedio il castello in cui vivevano. Matilde, insieme al figlio maggiore e padre di Giovanni, William, scappò in Irlanda da una delle figlie, furono però catturati e portati in Inghilterra, qui vennero internati in un castello e lasciati morire d'inedia.
La perdita del favore reale segnò anche la fine della libertà per Giovanni ed i suoi famigliari, all'inizio vennero tenuti nascosti nel castello di famiglia di Gower, poi andarono sotto la custodia dello zio Giles de Braose, infine nel 1214 vennero tratti prigionieri dal re che li tenne segregati fino alla sua morte avvenuta nel 1216. Solo due anni dopo, quando regnava Enrico III d'Inghilterra Giovanni e suo fratello Philip vennero liberati.
Nel 1219 sposò la figlia di Llywelyn Fawr ap Iorwerth, uno dei più potenti principi del Galles, ricevendo in dote dalla moglie Margaret la Signoria di Gower. Qualche anno dopo ampliò i suoi domini ricevendo, da uno dei suoi zii, la Signoria di Bramber, ereditando poi, alla morte di questi, l'intero patrimonio della famiglia paterna.
Con la moglie ebbe tre figli:
- Guglielmo de Braose (1230 - 1291), da lui nacque Guglielmo de Braose, II barone di Braose
- Giovanni de Braose (nato nel 1225)
- Riccardo de Braose (morto prima del 1292)

Giovanni morì il 18 luglio 1232 per una caduta da cavallo nelle proprietà di Bramber.